# Марођа (Сондрио)
Марођа је насеље у Италији у округу Сондрио, региону Ломбардија.
Према процени из 2011. у насељу је живело 19 становника. Насеље се налази на надморској висини од 484 м.